# Cornwall (ancienne circonscription fédérale)
Pour les articles homonymes, voir Cornwall.
Cornwall fut une circonscription électorale fédérale de l'Ontario, représentée de 1867 à 1882.
C'est l'Acte de l'Amérique du Nord britannique de 1867 qui créa le district électoral de Cornwall. Abolie en 1882, elle fut fusionnée avec la circonscription de Stormont pour créer Cornwall et Stormont.

## Géographie
En 1867, la circonscription de Cornwall comprenait:
- La ville de Cornwall
- Le canton de Cornwall

## Députés
1. 1867-1872 — John Sandfield Macdonald, PLC
2. 1872-1874 — Darby Bergin, CON
3. 1874-1878 — Alexander Francis Macdonald, PLC
4. 1878-1882 — Darby Bergin, L-C (2)

- CON = Parti conservateur du Canada (ancien)
- L-C = Parti libéral-conservateur
- PLC = Parti libéral du Canada